# 1602 en arts plastiques
| Années des arts plastiques : 1599 - 1600 - 1601 - 1602 - 1603 - 1604 - 1605    |
| Décennies des arts plastiques : 1570 - 1580 - 1590 - 1600 - 1610 - 1620 - 1630 |

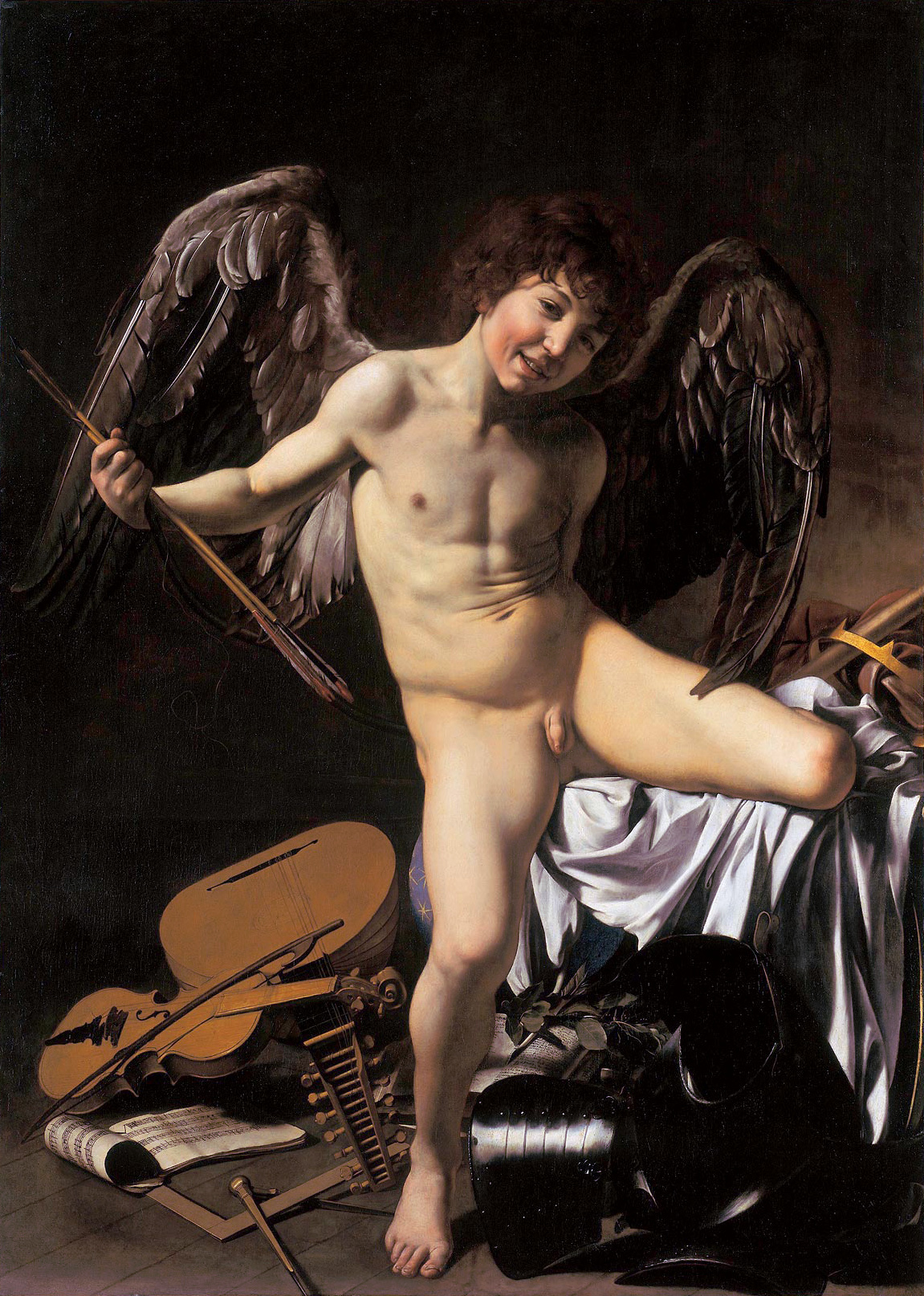
L'Amour victorieux, Le Caravage.

Cette page concerne l'année 1602 en arts plastiques.

## Œuvres
- Saint Matthieu et l'Ange : tableau du Caravage pour la chapelle Contarelli de l'église Saint-Louis-des-Français de Rome.

## Naissances
- 26 mai : Philippe de Champaigne, peintre français d'origine brabançonne († 12 août 1674),
- ? novembre : Antonie Palamedesz, peintre néerlandais († 27 novembre 1673),
- ? :
  - Evert van Aelst, peintre hollandais († 19 février 1657),
  - Xie Bin, peintre chinois († 1680),
- Vers 1602 :
- Salomon van Ruysdael, peintre de paysage néerlandais († 3 novembre 1670).

## Décès
- 22 mars : Agostino Carracci, peintre italien (° 16 août 1557),
- 22 septembre : Tommaso Laureti, peintre maniériste italien (° vers 1530),
- 22 novembre : Toussaint Dubreuil, peintre français 1561),
- ? :
  - Gillis van Breen, graveur néerlandais (° 1560),
  - Giacomo della Porta, architecte et sculpteur italien (° 1533),
  - Domenico Mona, peintre baroque italien de l'école de Ferrare (° 1550),
  - Aert Mytens, peintre de style flamand (° 1541).
- Vers 1602 :
  - Francesco Montemezzano,  peintre de l'école vénitienne (° 1555).